# Station Lourdes
Station Lourdes is een spoorwegstation in de Franse gemeente Lourdes.